# Pasquale Logiudice
Pasquale Logiudice (Reggio Calabria, 1º marzo 1968) è un dirigente sportivo ed ex calciatore italiano, di ruolo terzino sinistro.

## Carriera

### Giocatore
Ha giocato in Serie B con Acireale e Fidelis Andria per un totale di 61 presenze e 2 gol.

### Dirigente
Dopo esser stato direttore sportivo del Catanzaro e osservatore del Catania (Serie A), il 22 luglio 2012 diventa il direttore sportivo dell'Andria (Lega Pro Prima Divisione), tornando nella squadra di cui era stato un calciatore, e da cui si dimette pochi giorni dopo. Dal 2 luglio 2014 diventa direttore sportivo della S.S Juve Stabia.. Il 6 marzo 2018 diventa direttore sportivo del Catanzaro firmando un contratto fino al 30 giugno 2019 e viene riconfermato per la stagione 2019-2020. Il 21 novembre 2019 firma il nuovo contratto che lo lega al Catanzaro fino al 30 giugno 2021 ma il 20 Luglio 2020 viene annunciato il suo divorzio dal Catanzaro. Il 9 novembre 2021 diventa il direttore sportivo della Fidelis Andria riuscendo a salvare la squadra grazie alla vittoria nello scontro play out contro la Paganese. L'anno successivo subentra nuovamente a campionato in corso diventando il nuovo direttore dell'ACR Messina il 10 gennaio 2023, ripetendo un'impresa ancora più grande della precedente salvando la squadra peloritana da ultima in classifica, dopo aver fatto 30 punti nel girone di ritorno (media da terza in classifica) a confronto degli 11 fatti al girone d'andata.

## Palmarès

### Club

#### Competizioni nazionali
- Serie C1: 1

Fidelis Andria: 1996-1997 (girone B)